# Karanganyar Gunung
Karanganyar Gunung is een bestuurslaag in het regentschap Semarang van de provincie Midden-Java, Indonesië. Karanganyar Gunung telt 9884 inwoners (volkstelling 2010).